# Parenthèse
Pour les articles homonymes, voir Parenthèse (homonymie) et ( ) (homonymie).
Les parenthèses sont deux signes de ponctuation — la parenthèse ouvrante  « ( » et la parenthèse fermante « ) » — entre lesquelles on place le mot ou la proposition que l’on veut isoler.

## Composition typographique
Les parenthèses ouvrantes doivent être précédées d’une espace, et les parenthèses fermantes doivent être suivies d’une espace sauf avant un point ; en revanche, on ne met pas d’espace après une parenthèse ouvrante ni avant une parenthèse fermante. Les parenthèses ne peuvent pas être précédées d’une virgule.
Lorsqu'on a besoin d’inclure un élément entre parenthèses dans un élément qui se trouve lui-même entre parenthèses, on peut mettre des parenthèses à l’intérieur de parenthèses (par exemple comme ceci (mais ce n’est pas toujours heureux))[réf. nécessaire], mais on utilise préférentiellement des crochets, ou des accolades (en d'autres termes, des phrases « secondaires » [ou parfois tertiaires] peuvent être incluses dans la phrase principale). Les crochets, les parenthèses mais aussi les tirets peuvent indifféremment servir à isoler une partie d’une phrase. On peut aussi faire l’usage des crochets pour les intercalations directement après des parenthèses. En hongrois, la hiérarchie peut être utilisée dans les deux sens (avec les parenthèses entre crochets et vice-versa, etc.), utilisant aussi les chevrons pour les niveaux supplémentaires.
La face typographique des parenthèses sera la même que celle utilisée pour le texte qu’elles enferment. Si la typographie change en cours de phrase, la typographie de la parenthèse fermante sera la même que celle de la parenthèse ouvrante. Les règles québécoises prônent le contraire, sauf pour le gras. 
En arabe, vu que cette langue s'écrit de droite à gauche, on inverse le sens des parenthèses. On commence par la parenthèse fermante et on termine par la parenthèse ouvrante.

## Historique
« Les parenthèses naissent de l'exigence de clarté formelle des humanistes ; elles intègrent dans la continuité du texte ce qui aurait pu figurer dans une glose marginale. Avant elles, on pouvait recourir à la virgula suspensiva : /deux barres transversales/. D'où le nom qu'on utilisa plus tard pour les décrire : virgulae convexae, bâtonnets convexes. Les parenthèses, issues donc d'un usage spécialisé de ces virgules primitives ? En tout cas, comme le montre l'historien Malcolm B. Parkes, les premières parenthèses (1399) sont assez proches des chevrons : < >. On les doit à l'humaniste florentin Coluccio Salutati (le premier aussi à étrenner le point d'exclamation). Nicolas Jenson, imprimeur champenois installé à Venise, inventeur d'un des premiers jeux de caractères romains, donna aux parenthèses leur forme arrondie dès 1470. Érasme les baptisa en 1530 lunulae (petites lunes) »

— Pedro Uribe Echeverria

## Utilisation en littérature
Les parenthèses créent une parenthèse, soit l’insertion dans une phrase d’un élément autonome (mot, proposition, phrase complète) qui introduit une digression ou détaille le sens de la phrase principale ou d’une de ses parties. Les assertions entre parenthèses présentent la caractéristique de demeurer dans le contexte global, les excluant de facto d'une quelconque utilisation dans une argumentation postérieure.
Les parenthèses servent aussi à préciser le féminin ou le pluriel d'un terme, lorsque cela est requis.
Par exemple « un(e) artiste célèbre » ou « on demande au(x) médecin(s) ».[réf. nécessaire]

## Utilisation en mathématiques
Les parenthèses servent à changer l’ordre des opérations par défaut. Ainsi :
- 3 × 4 + 5 = 12 + 5 = 17
- (3 × 4) + 5 = 12 + 5 = 17
- 3 × (4 + 5) = 3 × 9 = 27

En mathématiques, on utilise parfois également les crochets ou accolades, mais dans l'ordre inverse de l'ordre littéraire : lorsqu'il y a plus d'un niveau, les parenthèses se retrouvent à l'intérieur des crochets, eux-mêmes à l'intérieur des éventuelles accolades :
- 2 × {3 + [8 - (2 + 5)] × 4} = 2 × [3 + (8 - 7) × 4] = 2 × (3 + 1 × 4) = 2 × 7 = 14

Les parenthèses sont aussi utilisées pour entourer les couples, les variables de fonctions, les coefficients des matrices, etc.
- (a,b) « couple a b »
- {\displaystyle x\mapsto f(x)} « l'application qui à x associe f de x »
- {\displaystyle {\begin{pmatrix}0&1&2\\4&3&1\\\end{pmatrix}}} « matrice de dimension 2 fois 3 »

Leur emploi a été introduit en 1629 par Albert Girard.

## Utilisation en informatique
Les parenthèses sont très utilisées dans la plupart des langages informatiques. Comme en mathématiques, elles servent notamment à définir l’ordre des opérations, aussi appelé précédence en informatique.
Elles sont aussi utilisée pour séparer les propositions afin de rendre le texte plus lisible. Par exemple IF (a > 1) OR ( b > a) peut être plus lisible que IF a > 1 OR b  > a bien que le résultat des deux expressions soit le même.
Très fréquemment, les parenthèses servent à entourer les paramètres des fonctions et procédures.
- x = sin(y)
- print("bonjour")

Les tableaux (ou listes) sont souvent aussi représentés comme une suite de valeurs entre parenthèses.
Beaucoup de langages imposent l’usage de parenthèses pour des tests :
```
if (
condition
) { 
faire ces actions
 }
```

ou encore dans des itérations (PHP) :
```
for ($i = 0; $i < 10; $i++) {
   
faire ces actions

}
```

Dans les langages comme Lisp et ses dérivés, les parenthèses sont utilisées de cette manière : (fonction arguments), ce qui donne des résultats visuellement déroutants :  (display (+ 5 (* 2 5))) signifie : afficher 5 + 2*5 (résultat : 15), en effet, (display z) a pour but d’afficher z ; (+ a b) renvoie l’addition de a et de b ; et évidemment, (* a b) renvoie le produit de a par b.
Exceptionnellement, les parenthèses peuvent servir à encadrer les commentaires, par exemple dans les anciennes versions du langage Pascal : (* ceci est un commentaire *).
Afin d'éviter les erreurs de copier/coller, on peut toutefois, pour donner une adresse Web, faire suivre la parenthèse ouvrante d'une espace et précéder la parenthèse fermante également d'une espace.

## Utilisation en musique
Lorsqu'une partie d'une partition est entourée de parenthèses, cela signifie qu'il est possible de jouer ou ne pas jouer la partie située entre parenthèses au choix de l'interprète.